# Cymodoce richardsoniae
Cymodoce richardsoniae är en kräftdjursart som beskrevs av Giuseppe Nobili 1906. Cymodoce richardsoniae ingår i släktet Cymodoce och familjen klotkräftor. Inga underarter finns listade i Catalogue of Life.